# New York hardcore
New York Hardcore (ou NYHC) refere-se a música hardcore punk e metalcore criada na cidade de Nova Iorque, Estados Unidos e a subcultura associada a ela, que tem o streetpunk/Oi! como base ideológica, porém as bandas do estilo apresentam uma sonoridade agressiva, inicialmente hardcore punk que mais tarde teve fortes influências do thrash metal, crossover thrash e até mesmo do death metal.

## História
As primeiras bandas tocavam um hardcore veloz, semelhante ao estilo de bandas de Washington DC como Bad Brains e Minor Threat, porém com fortes influências do street-punk/Oi!, motivo pelo qual a sonoridade das bandas costumavam variar entre lenta e acelerada ao mesmo tempo. Com o passar do tempo surgiram bandas de metalcore que adicionaram ao hardcore do início, a influência de crossover thrash e thrash metal. Algumas bandas adicionaram o rap em suas músicas, fazendo com que o som tivesse uma característica mais lenta e pesada com vocais rimados e a duração das músicas maiores.
Algumas das primeiras bandas foram Agnostic Front, Beastie Boys, Cro-Mags, Reagan Youth, Murphy's Law e Warzone.
O NYHC ficou mundialmente conhecido através de bandas como Biohazard, Madball e Sick of It All em meados da década de 1990, o que fez com o estilo influenciasse bandas do mundo inteiro. Devido a essa influência, muitas bandas adotaram o rótulo NYHC, sem necessariamente serem de Nova Iorque.
Em 1999, a cena hardcore de Nova Iorque foi documentada no filme N.Y.H.C. de Frank Pavich.

## Literatura
- Mader, Matthias: New York City Hardcore. The Way It Was…. Berlim: Iron Pages Verlag 1998. ISBN 3931624102